# Mimosa pauperiodes
Mimosa pauperiodes là một loài thực vật có hoa trong họ Đậu. Loài này được (Burkart) Fortunato miêu tả khoa học đầu tiên.